# Draft WNBA 2013
2012 2014
La draft WNBA 2013 est la cérémonie annuelle de la draft WNBA lors de laquelle les franchises de la WNBA choisissent les joueuses dont elles pourront négocier les droits d’engagement.
Le choix s'opère dans un ordre déterminé par le classement de la saison précédente, les équipes les plus mal classés obtenant les premiers choix. Sont éligibles les joueuses américaines ou scolarisées aux États-Unis allant avoir 22 ans dans l'année calendaire de la draft, ou diplômées ou ayant entamé des études universitaires quatre ans auparavant. Les joueuses « internationales » (ni nées ni ne résidant aux États-Unis) sont éligibles si elles atteignent 20 ans dans l'année suivant la draft.
La draft se tient à Bristol (Connecticut) le 15 avril 2013. Pour la première fois, la draft est télévisée en prime time sur ESPN2.

## Loterie de la draft

Logo de la loterie de la draft.

La loterie de la draft détermine l’ordre des quatre premiers choix de la draft 2013.
Elle se tient le 26 septembre 2012.
Le premier choix revient au Mercury, le second au Sky, le troisième au Shock et le quatrième aux Mystics, pourtant formation qui avait le plus de chances de remporter le premier choix.
La draft 2013, présentée comme l'une des plus fortes de ces dernières années a pour favori Brittney Griner, alors que Skylar Diggins et Elena Delle Donne sont vues également comme des renforts majeurs pour leurs futures équipes.
Les choix restants du premier tour et l’intégralité de ceux des tours suivants sont distribués dans l’ordre inverse des rapports victoire/défaite des équipes la saison précédente.
Ci-dessous, les chances de chaque franchise d’obtenir les choix respectifs :
| Équipe                      | Bilan 2012 | Chances à la loterie | Choix  | Choix  | Choix  | Choix  | Choix |
| Équipe                      | Bilan 2012 | Chances à la loterie | 1er    | 2e     | 3e     | 4e     |       |
| --------------------------- | ---------- | -------------------- | ------ | ------ | ------ | ------ | ----- |
| Mystics de Washington       | 5-29       | 44,2 %               | 44,2 % | 31,6 % | 18,1 % | 6,2 %  |       |
| Mercury de Phoenix          | 7-27       | 27,6 %               | 27,6 % | 31,0 % | 27,0 % | 14,4 % |       |
| Shock de Tulsa              | 9–25       | 17,8 %               | 17,8 % | 23,0 % | 31,7 % | 27,5 % |       |
| Sky de Chicago              | 14-20      | 10,4 %               | 10,4 % | 14,5 % | 23,2 % | 52,0 % |       |
| en jaune l’équipe désignée. |            |                      |        |        |        |        |       |

## Joueuses invitées
Les trois têtes d'affiches Elena Delle Donne (Delaware), Skylar Diggins (Notre Dame) et Brittney Griner (Baylor) seront accompagnées de neuf autres joueuses à la cérémonie de la draft : Alex Bentley (Penn State), Layshia Clarendon (California), Kelly Faris (Connecticut), Tayler Hill (Ohio State), Lindsey Moore (Nebraska), Sugar Rodgers (Georgetown), Tianna Hawkins (Maryland), Toni Young (Oklahoma State) et Kelsey Bone (Texas A&M).

## Transactions
- 2 février 2012: Le Lynx du Minnesota signe et transfère Alexis Hornbuckle au Mercury de Phoenix contre un second tour de draft 2013
- 14 mars 2012: Le Sky de Chicago acquiert Sonja Petrović des Silver Stars de San Antonio en échange d'un second tour de draft 2013.
- 19 février 2013: Les Mystics de Washington obtiennent les 7e et le 19e choix  du Dream d'Atlanta pour le transfert de Jasmine Thomas. Atlanta reçoit aussi le 13e choix.
- 27 février 2013: Le Liberty de New York reçoit le 7e Mystics de Washington en contrepartie du transfert de Kia Vaughn, les Mystics obtenait le 17e choix.
- 1er mars 2013: Le Liberty de New York reçoit les 15e et 27e choix dans un transfert entre trois équipes. Le Shock de Tulsa reçoit le 29e choix.
- 15 avril 2013 : Le Liberty de New York reçoit les 25e contre le transfert de Quanitra Hollingsworth[5]

## Draft

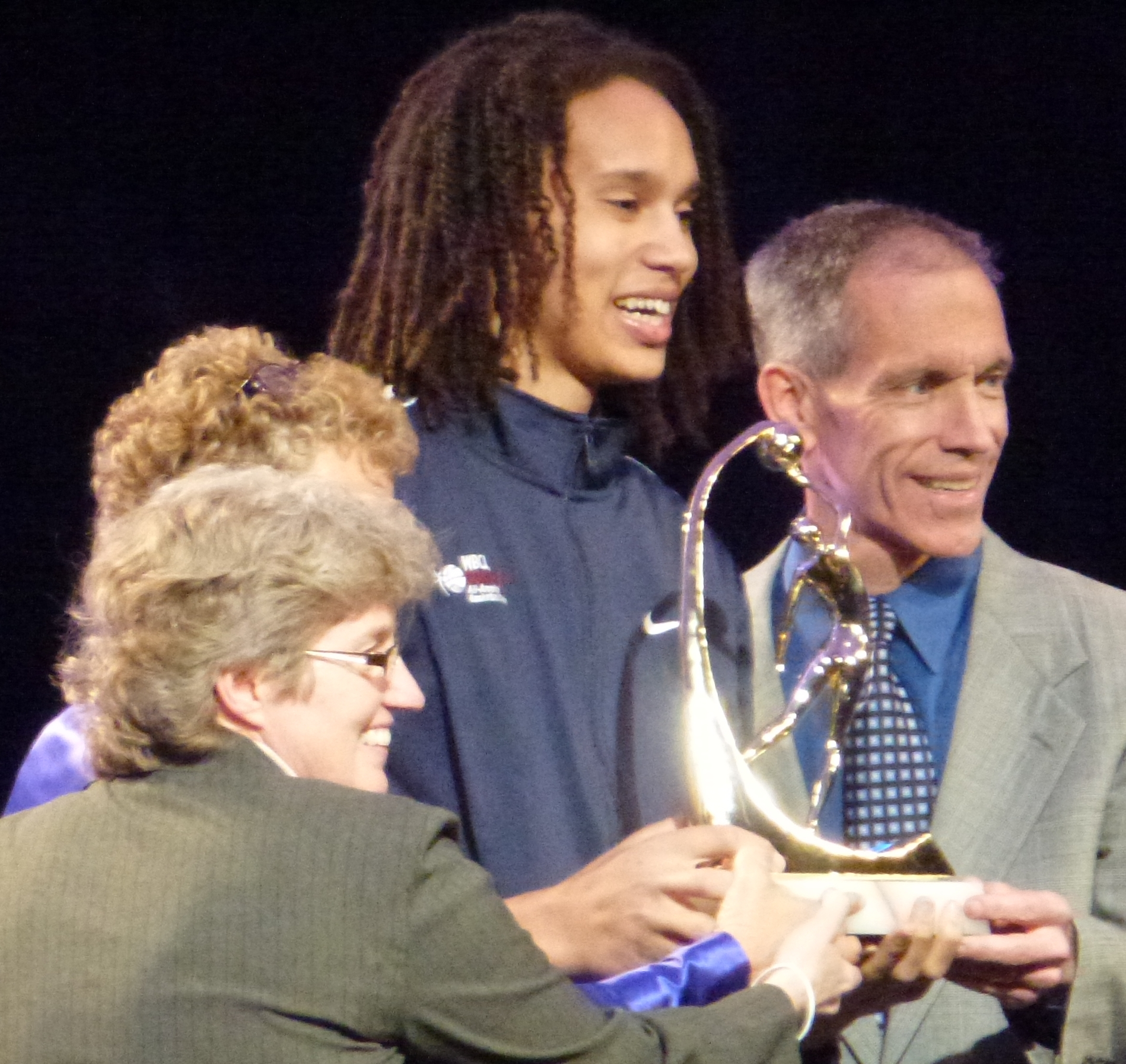
Brittney Griner, 1er choix de la Draft 2013

### Légende
|   | Signale une joueuse qui a été intronisé au Basketball Hall of Fame                                                         |
|   | Signale une joueuse qui a été sélectionnée pour au moins un match annuel WNBA All-Star Game et une sélection All-WNBA Team |
|   | Signale une joueuse qui a été sélectionnée pour au moins un match annuel WNBA All-Star Game                                |
|   | Signale une joueuse qui a été sélectionnée pour au moins une sélection All-WNBA Team                                       |
| R | Signale la joueuse qui a remporté le titre de WNBA Rookie of the Year                                                      |

### Premier tour
| Choix | Nom                 | Position      | Nationalité | Équipe                                           | Provenance     |
| ----- | ------------------- | ------------- | ----------- | ------------------------------------------------ | -------------- |
| 1     | Brittney Griner     | Pivot         | États-Unis  | Mercury de Phoenix                               | Baylor         |
| 2     | Elena Delle Donne R | Ailière       | États-Unis  | Sky de Chicago                                   | Delaware       |
| 3     | Skylar Diggins      | Meneuse       | États-Unis  | Shock de Tulsa                                   | Notre-Dame     |
| 4     | Tayler Hill         | Arrière       | États-Unis  | Mystics de Washington                            | Ohio State     |
| 5     | Kelsey Bone         | Pivot         | États-Unis  | Liberty de New York                              | Texas A&M      |
| 6     | Tianna Hawkins      | Ailière forte | États-Unis  | Storm de Seattle                                 | Maryland       |
| 7     | Toni Young          | Ailière       | États-Unis  | Liberty de New York (via le Dream et le Mystics) | Oklahoma State |
| 8     | Kayla Alexander     | Pivot         | Canada      | Silver Stars de San Antonio                      | Syracuse       |
| 9     | Layshia Clarendon   | Arrière       | États-Unis  | Fever de l'Indiana                               | California     |
| 10    | A'dia Mathies       | Meneuse       | États-Unis  | Sparks de Los Angeles                            | Kentucky       |
| 11    | Kelly Faris         | Meneuse       | États-Unis  | Sun du Connecticut                               | Connecticut    |
| 12    | Lindsey Moore       | Meneuse       | États-Unis  | Lynx du Minnesota                                | Nebraska       |

### Deuxième tour
| Choix | Nom                  | Position | Nationalité | Équipe                                   | Provenance        |
| ----- | -------------------- | -------- | ----------- | ---------------------------------------- | ----------------- |
| 13    | Alex Bentley         | Arrière  | États-Unis  | Dream d'Atlanta (via le Mystics)         | Penn State        |
| 14    | Sugar Rodgers        | Meneuse  | États-Unis  | Lynx du Minnesota (via le Mercury)       | Georgetown        |
| 15    | Kamiko Williams      | Meneuse  | États-Unis  | Liberty de New York (via le Shock)       | Tennessee         |
| 16    | Davellyn Whyte       | Meneuse  | États-Unis  | Silver Stars de San Antonio (via le Sky) | Arizona           |
| 17    | Nadirah McKenith     | Meneuse  | États-Unis  | Mystics de Washington (via le Liberty)   | St. John's        |
| 18    | Chelsea Poppens      | Ailière  | États-Unis  | Storm de Seattle                         | Iowa State        |
| 19    | Emma Meesseman       | Pivot    | Belgique    | Mystics de Washington (via le Dream)     | Villeneuve-d'Ascq |
| 20    | Diandra Tchatchouang | Ailière  | France      | Silver Stars de San Antonio              | Perpignan         |
| 21    | Jasmine Hassell      | Ailière  | États-Unis  | Fever de l'Indiana                       | Georgia           |
| 22    | Brittany Chambers    | Meneuse  | États-Unis  | Sparks de Los Angeles                    | Kansas State      |
| 23    | Anna Prins           | Pivot    | États-Unis  | Sun du Connecticut                       | Iowa State        |
| 24    | Chucky Jeffery       | Meneuse  | États-Unis  | Lynx du Minnesota                        | Colorado          |

### Troisième tour
| Choix | Nom                 | Position      | Nationalité | Équipe                               | Provenance       |
| ----- | ------------------- | ------------- | ----------- | ------------------------------------ | ---------------- |
| 25    | Shenneika Smith     | Arrière       | Jamaïque    | Liberty de New York (via le Mystics) | St. John's       |
| 26    | Nikki Greene        | Ailière forte | États-Unis  | Mercury de Phoenix                   | Penn State       |
| 27    | Olcay Çakır         | Meneuse       | Turquie     | Liberty de New York (via le Shock)   | Fenerbahçe       |
| 28    | Brooklyn Pope       | Ailière       | États-Unis  | Sky de Chicago                       | Baylor           |
| 29    | Angel Goodrich      | Meneuse       | États-Unis  | Shock de Tulsa (via le Liberty)      | Kansas           |
| 30    | Jasmine James       | Arrière       | États-Unis  | Storm de Seattle                     | Georgia          |
| 31    | Ann Marie Armstrong | Arrière       | États-Unis  | Dream d'Atlanta                      | Georgia          |
| 32    | Whitney Hand        | Meneuse       | États-Unis  | Silver Stars de San Antonio          | Oklahoma         |
| 33    | Jennifer George     | Ailière       | États-Unis  | Fever de l'Indiana                   | Florida          |
| 34    | Alina Iahoupova ,   | Arrière       | Ukraine     | Sparks de Los Angeles                | Elizabeth-Basket |
| 35    | Andrea Smith        | Meneuse       | États-Unis  | Sun du Connecticut                   | South Florida    |
| 36    | Waltiea Rolle       | Pivot         | Bahamas     | Lynx du Minnesota                    | North Carolina   |

Waltiea Rolle est la première joueuse bahaméenne draftée en WNBA.
Erica Wheeler, future meilleure joueuse de la rencontre du WNBA All-Star Game 2019 n'est pas sélectionnée lors de cette draft.

## Pour approfondir